# Information de séquençage numérique
 (septembre 2024).
La mise en forme du texte ne suit pas les recommandations de Wikipédia : il faut le « wikifier ».
Les points d'amélioration suivants sont les cas les plus fréquents. Le détail des points à revoir est peut-être précisé sur la page de discussion.
- Les titres sont pré-formatés par le logiciel. Ils ne sont ni en capitales, ni en gras.
- Le texte ne doit pas être écrit en capitales (les noms de famille non plus), ni en gras, ni en italique, ni en « petit »…
- Le gras n'est utilisé que pour surligner le titre de l'article dans l'introduction, une seule fois.
- L'italique est rarement utilisé : mots en langue étrangère, titres d'œuvres, noms de bateaux, etc.
- Les citations ne sont pas en italique mais en corps de texte normal. Elles sont entourées par des guillemets français : « et ».
- Les listes à puces sont à éviter, des paragraphes rédigés étant largement préférés. Les tableaux sont à réserver à la présentation de données structurées (résultats, etc.).
- Les appels de note de bas de page (petits chiffres en exposant, introduits par l'outil «  Source ») sont à placer entre la fin de phrase et le point final[comme ça].
- Les liens internes (vers d'autres articles de Wikipédia) sont à choisir avec parcimonie. Créez des liens vers des articles approfondissant le sujet. Les termes génériques sans rapport avec le sujet sont à éviter, ainsi que les répétitions de liens vers un même terme.
- Les liens externes sont à placer uniquement dans une section « Liens externes », à la fin de l'article. Ces liens sont à choisir avec parcimonie suivant les règles définies. Si un lien sert de source à l'article, son insertion dans le texte est à faire par les notes de bas de page.
- La présentation des références doit suivre les conventions bibliographiques. Il est recommandé d'utiliser les modèles {{Ouvrage}}, {{Chapitre}}, {{Article}}, {{Lien web}} et/ou {{Bibliographie}}. Le mode d'édition visuel peut mettre en forme automatiquement les références.
- Insérer une infobox (cadre d'informations à droite) n'est pas obligatoire pour parachever la mise en page.

Pour une aide détaillée, merci de consulter Aide:Wikification.
Si vous pensez que ces points ont été résolus, vous pouvez retirer ce bandeau et améliorer la mise en forme d'un autre article.
 (septembre 2024).
Les informations de séquençage numérique (DSI) sont un terme générique utilisé dans les discussions politiques internationales, en particulier la Convention sur la diversité biologique (CDB), pour désigner les données dérivées de ressources génétiques dématérialisées (RG).

## Définition
Le groupe d'experts techniques ad hoc de 2018 sur les DSI est parvenu à un consensus selon lequel le terme n'était « pas approprié ». Néanmoins, il est généralement admis que le terme inclut les données de séquence d'acide nucléique et peut être interprété comme incluant d'autres types de données dérivées ou liées à des ressources génétiques dématérialisées, y compris, par exemple, les données de séquence de protéines,. La pertinence et la signification de ce terme demeurent controversées, comme en témoigne son statut de terme générique, après la 15e Conférence des Parties à la CDB,,. Le DSI est essentiel à la recherche dans un large éventail de contextes, notamment la santé publique, la médecine, la biodiversité, la sélection végétale et animale et la recherche sur l'évolution.

## Environnement politique
Le Protocole de Nagoya, qui est un élément de la Convention sur la diversité biologique, établit le droit des pays à réglementer et à partager les avantages découlant de leurs ressources génétiques en concluant des accords d'accès et de partage des avantages avec les utilisateurs. Les chercheurs universitaires partagent généralement les DSI librement et ouvertement en ligne, en suivant un ensemble de principes qui s'alignent sur le mouvement de la science ouverte. Il est reconnu que le partage ouvert des DSI présente de nombreux avantages, et la science ouverte est un objectif majeur et croissant de la politique scientifique internationale,. Cela entre en conflit avec les obligations de partage des avantages, car les individus peuvent accéder à ces données ouvertes et les utiliser sans conclure d’accords de partage des avantages avec les pays concernés. Les Parties à la Convention sur la diversité biologique envisagent actuellement une série d’options politiques qui établissent différents équilibres entre ces deux objectifs politiques internationaux importants.

### Traité sur les ressources génétiques et connaissances traditionnelles associées
En mai 2024, une conférence diplomatique de l'OMPI a conclu le Traité international sur la propriété intellectuelle, les ressources génétiques et les savoirs traditionnels associés (GRATK)  qui impose des exigences de divulgation pour les brevets fondés sur les ressources génétiques (RG),.

Certains observateurs des négociations affirment que, selon la formulation finale du traité, les exigences de divulgation s'appliquent aux brevets basés sur des DSI, à condition que ces DSI soient nécessaires à l'invention brevetée et/ou que l'invention dépende des propriétés spécifiques des DSI :
Les versions préliminaires du Traité envisageaient auparavant de mentionner le qualificatif « direct » dans le déclencheur. Les projets envisageaient également des mentions du qualificatif « matériel », à la fois dans le déclencheur lui-même et dans sa définition. Ces qualificatifs ont été supprimés par les rédacteurs, ne laissant que les critères de nécessité et de dépendance à des propriétés spécifiques . Si une RG est nécessaire pour créer une invention revendiquée, et que l’invention dépend de cette RG, même indirectement et/ou de manière immatérielle, elle relève du champ d’application du présent Traité. Une invention revendiquée s'appuyant sur des DSI obtenues à partir d'un GR devra donc divulguer le GR dont dérive le DSI.

### Autres traités
Le terme DSI est également un concept important dans d’autres instruments internationaux juridiquement contraignants comportant des obligations en matière d’accès et de partage des avantages, notamment :
- Traité international de la FAO sur les ressources phytogénétiques pour l'alimentation et l'agriculture (Traité sur les plantes ou Traité sur les semences),
- Cadre de préparation à une pandémie de grippe ,
- Système du Traité sur l'Antarctique
- Le Traité sur la biodiversité au-delà des limites de la juridiction nationale (Traité BBNJ ou Traité sur la haute mer), un élément de la Convention des Nations Unies sur le droit de la mer[5],[14].